# Dar Chaffai
Dar Chaffai (en àrab دار الشافعي, Dār ax-Xāfʿī; en amazic ⴷⴰⵔ ⵛⴰⴼⵄⵉ) és una comuna rural de la província de Settat, a la regió de Casablanca-Settat, al Marroc. Segons el cens de 2014 tenia una població total de 17.454 persones.